# Westfalenpokal

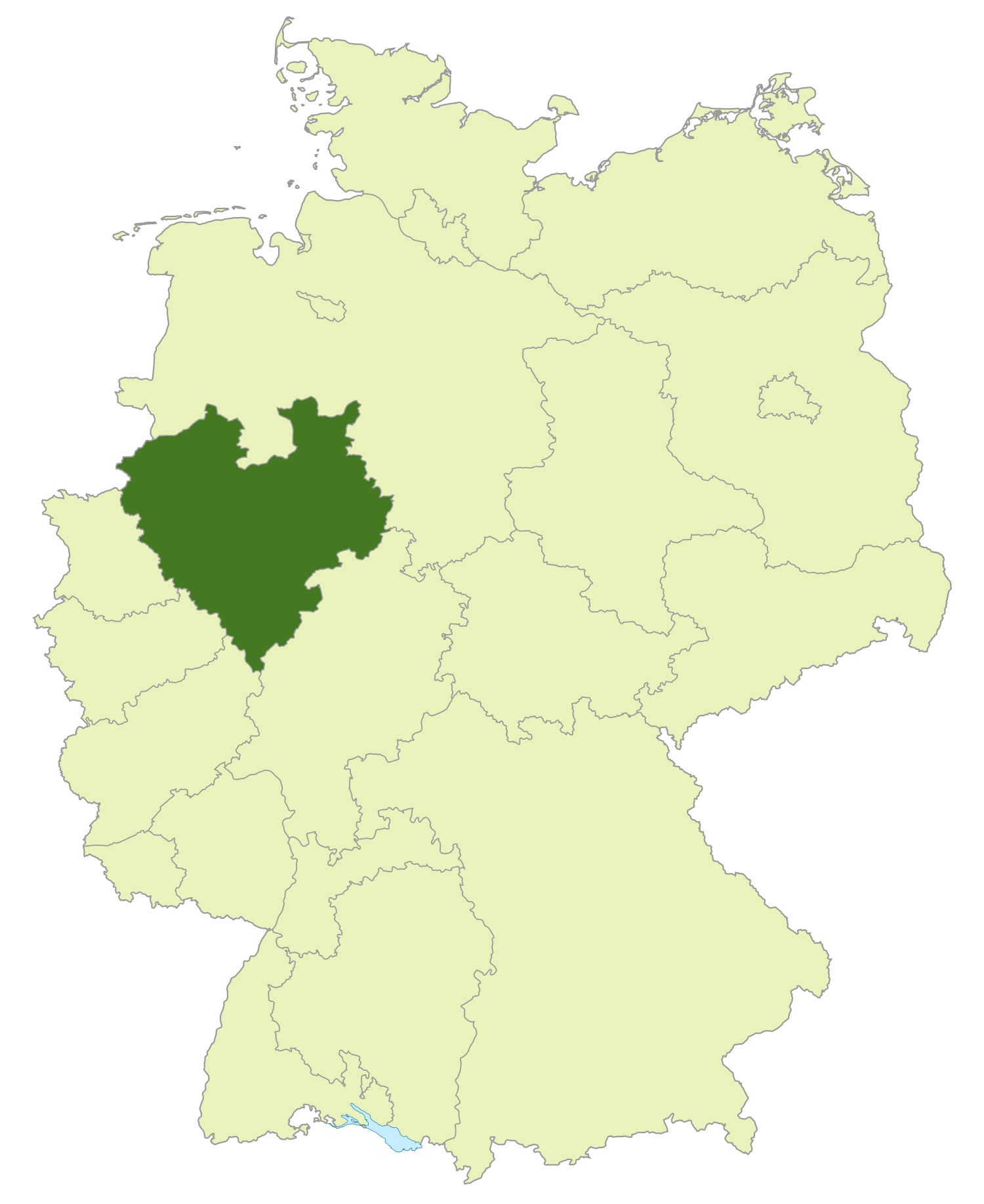
Vestfálsko na mapě Německa

Westfalenpokal je německá fotbalová soutěž pro týmy ze spolkové země Severní Porýní-Vestfálsko (Landespokal, regionální pohár). V současné podobě se hraje od sezóny 1981/82. V jiných podobách se hrál tento pohár i před rokem 1981, ale dochovalo se málo údajů o vítězích. V letech 1943 a 1944 například zvítězilo Schalke 04. Hraje se vyřazovacím K.O. systémem, soutěž má šest kol. Westfalenpokalu se nezúčastňují týmy z nejvyšších dvou německých soutěží, právo startu mají účastníci 3. ligy a 4. ligy, dále pak celky z Oberligy (5. ligy), 6. ligy, 7. ligy a vítězové 30 Kreispokalů. Od roku 2014 postupuje vítěz soutěže do DFB-Pokalu.

## Přehled vítězů od roku 1982
| 1982 | Rot-Weiss Lüdenscheid | 1995 | SpVg Beckum           | 2008 | Preussen Münster    | 2021 | Preussen Münster  |
| 1983 | Rot-Weiss Lüdenscheid | 1996 | TuS Paderborn-Neuhaus | 2009 | Preussen Münster    | 2022 | SV Rödinghausen   |
| 1984 | SC Herford            | 1997 | Preussen Münster      | 2010 | Preussen Münster    | 2023 | FC Gütersloh      |
| 1985 | TuS Paderborn-Neuhaus | 1998 | LR Ahlen              | 2011 | SC Wiedenbrück 2000 | 2024 | Arminia Bielefeld |
| 1986 | DSC Wanne-Eickel      | 1999 | SC Verl               | 2012 | Arminia Bielefeld   | 2025 | Arminia Bielefeld |
| 1987 | SpVgg Erkenschwick    | 2000 | SC Paderborn 07       | 2013 | Arminia Bielefeld   | 2026 |                   |
| 1988 | TBV Lemgo             | 2001 | SC Paderborn 07       | 2014 | Preussen Münster    | 2027 |                   |
| 1989 | VfR Sölde             | 2002 | SC Paderborn 07       | 2015 | Sportfreunde Lotte  | 2028 |                   |
| 1990 | ASC Schöppingen       | 2003 | FC Eintracht Rheine   | 2016 | SG Wattenscheid 09  | 2029 |                   |
| 1991 | Arminia Bielefeld     | 2004 | SC Paderborn 07       | 2017 | SC Paderborn 07     | 2030 |                   |
| 1992 | SC Verl               | 2005 | Sportfreunde Siegen   | 2018 | SC Paderborn 07     | 2031 |                   |
| 1993 | SpVgg Erkenschwick    | 2006 | Westfalia Herne       | 2019 | SV Rödinghausen     | 2032 |                   |
| 1994 | TuS Paderborn-Neuhaus | 2007 | SC Verl               | 2020 | RSV Meinerzhagen    | 2033 |                   |